# Bavon Marie Marie
Bavon Luambo Siongo, conocido como Bavon Marie Marie, nació el 27 de mayo de 1944 en Kinsasa y falleció el 5 de agosto de 1970. Es el hermano menor del guitarrista Franco Luambo.

## Biografía

### Infancia
Bavon Marie Marie era el hermano menor del gran Franco. En su corta vida, se convirtió, al menos en Kinshasa, en un conocido guitarrista y líder de la banda en la segunda mitad de los años sesenta. A menudo comparado con Franco, su forma de tocar la guitarra se parecía mucho a su hermano mayor, pero tocaba en un estilo diferente, un poco más funky y uptempo. Era popular y un ídolo entre un público más joven en comparación con su hermano.

### Carrera musical
Había tocado en algunas bandas, entre ellas Cubana Jazz (junto con el cantante Bumba Massa) y Orchestre Jamel, antes de unirse a Le Negro Succés, donde se convirtió en el guitarrista principal. Negro Succés se formó en 1960 por Vicky Longomba, exmiembro de T.P.O.K. Jazz de Franco. Otros integrantes fueron Leon "Bholen" Bombolo y el cantante Hubert "Djeskin" Dihunga, ambos de OK Jazz, además hubo saxista André Menga, el guitarrista Jean Dinos, el cantante Gaspard "Gaspy" Luwowo, el bajista Alphonse 'Le Brun "Epayo, y el baterista Samy Kiadaka.
Después de que Vicky Longomba se reconciliara con Franco y regresara a OK Jazz, Léon Bholen se convirtió en el líder de Negro Succès y junto con Bavon Marie Marie eran ídolos de finales de los años sesenta. A lo largo de los años, además de Bavon Marie Marie, el saxofonista Empompo, el vocalista Zozo Amba y el segundo saxofonista Moro Maurice se habían unido a la banda, probablemente en 1964 o más o menos. A finales de los años 60, Tshimanga Assosa, quien más tarde iría a Tanzania para unirse Maquis Original y un joven, Nyboma, también formaron parte de Négro Succès durante un corto período, hasta la prematura muerte de Bavon Marie Marie.

### Muerte
El 5 de agosto de 1970, un trágico accidente automovilístico quitó la vida a un joven y talentoso guitarrista. Bavon tuvo que tocar un concierto, pero se canceló. Él y su novia, Lucie, se fueron a tomar en varios bares. Al tener que conducir, no tuvieron los cinturones de seguridad, y se chocaron con un camión. Bavon murió de inmediato, y Lucie perdió ambas piernas. También hay informes de infidelidad en la relación de Bavon y Lucie. Franco se llenó de pena por haber perdido a su hermano e incluso se retiró temporalmente de la música. Franco cantó su canción más famosa, «Maseke ya meme» en 1971 y unos años después sobre su dolor en la canción «Kinsiona».
- Datos: Q55683358